# Conversa casual

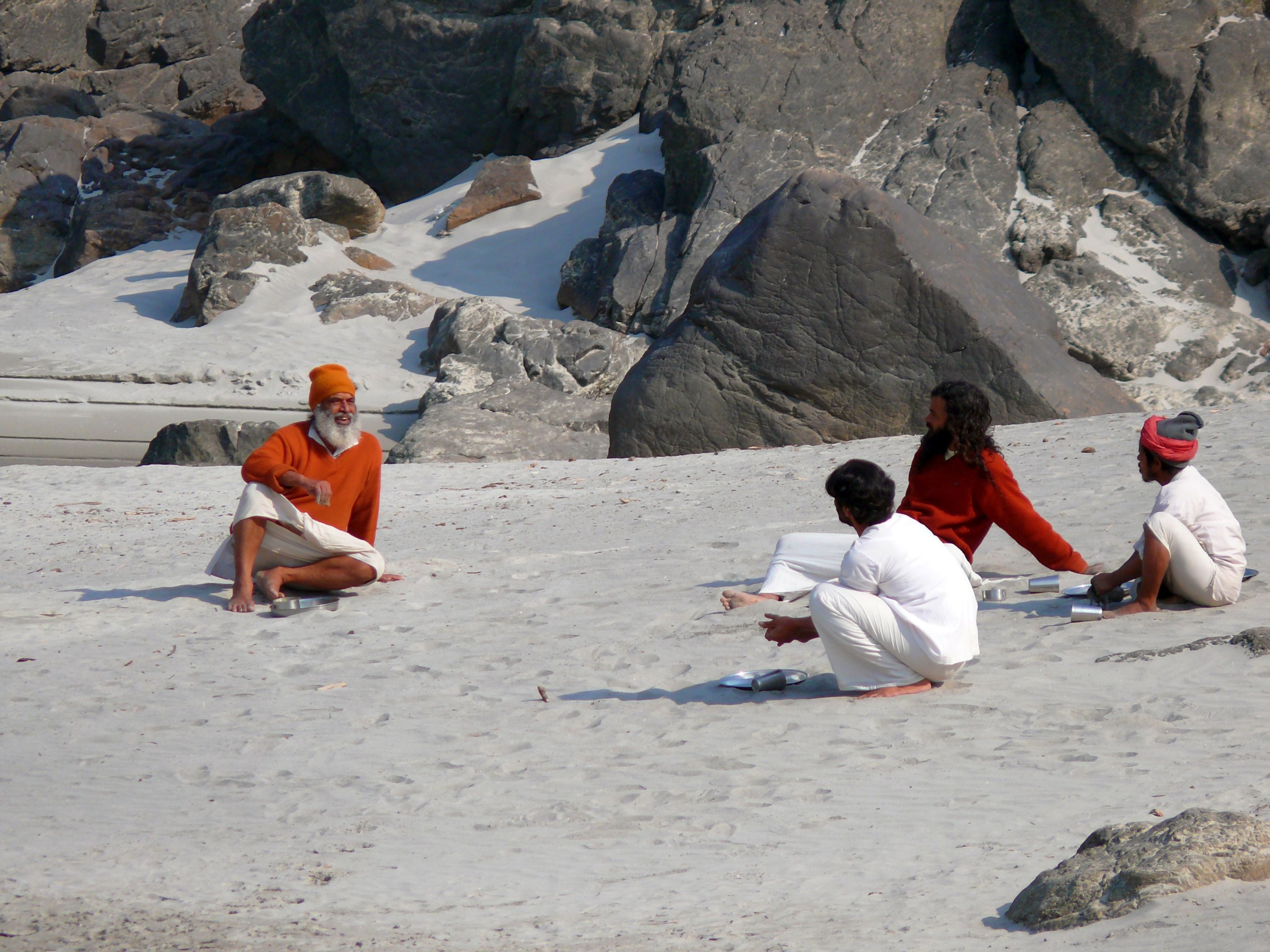
Bate-papo no banco do Rio Ganges, Rishikesh.

Conversa casual, é um tipo informal de discurso que não versa sobre nenhum assunto funcional, nem nenhuma operação que precisa ser abordada.
O fenômeno de jogar conversa fora foi inicialmente estudado em 1923 por Bronisław Malinowski, que cunhou o termo "comunicação fática" para descrevê-lo. Conversa casual é um tipo de comunicação social, e saber e conseguir conduzi-la é um tipo de habilidade social.
Conversa casual masculina tende a ser mais competitiva que a feminina: pode apresentar duelos verbais, insultos jocosos e insultos diretos. Entretanto, isso de certa forma também são criadores e sinais de solidariedade, pois mostram que estão confortáveis o bastante com a companhia dos outros para dizer tais coisas sem que elas sejam tidas como insultos.